# Гостовець (струмок)
Гостовець — струмок  в Україні, у  Верховинському районі Івано-Франківської області, правий доплив  Білого Черемошу (басейн Дунаю).

## Опис
Довжина струмка приблизно  9 км. Формується з багатьох струмків, найбільший з яких - Подяворова.

## Розташування
Бере  початок на північно-східних схилах хребта Пнев'є, на південний схід від села Голошина. Тече переважно на північний схід і впадає у річку Білий Черемош, праву притоку Черемошу.

## Притоки
Подяворова — права притока. Бере  початок на північних схилах безіменної вершини (1521 м). Тече переважно на північний схід між двома безіменними вершинами (1420,1 м) та (1380,4 м) і на південному сході від села Голошина впадає у струмок Гостовець.